# Свети Архангел Михаил (Юпер)
Вижте пояснителната страница за други значения на Свети Архангел Михаил.
„Свети Архангел Михаил“ е православна църква се намира в село Юпер, община Кубрат, Разградска област. Основанa е през 1881 година, а понастоящем храмът е действащ само на големи религиозни празници.
В документите на Доростоло-Червенската митрополия е съхранена настоятелна покана от 1881 г. да се посети църквата на селото. След прекъсване от 40 години църквата е посетена отново от български архиерей на втора неделя на Великия пост (Св. Григорий Палама) на 27 март 2016 година, когато Русенският митрополит Наум отслужва в нея света литургия. През април същата година общинският съвет в Кубрат единодушно дава съгласие за реализация на проекта, включващ ремонт, реконструкция и благоустрояване на Храм „Св. Архангел Михаил“. От 1999 година църквата е архитектурно-художествен паметник с местно значение.